# Gunnar Åkerlund
Ernst Gunnar Åkerlund (Nyköping, 20 de noviembre de 1923-Nyköping, 4 de octubre de 2006) fue un deportista sueco que compitió en piragüismo en la modalidad de aguas tranquilas.
Participó en dos Juegos Olímpicos de Verano en los años 1948 y 1952, obteniendo dos medallas, oro en Londres 1948 y plata en Helsinki 1952. Ganó tres medallas en el Campeonato Mundial de Piragüismo en los años 1948 y 1950.

## Palmarés internacional
| Juegos Olímpicos   | Juegos Olímpicos       | Juegos Olímpicos | Juegos Olímpicos |
| Año                | Lugar                  | Medalla          | Evento           |
| ------------------ | ---------------------- | ---------------- | ---------------- |
| 1948               | Londres (Reino Unido)  | Medalla de oro   | K2 10 000 m      |
| 1952               | Helsinki (Finlandia)   | Medalla de plata | K2 10 000 m      |
| Campeonato Mundial |                        |                  |                  |
| Año                | Lugar                  | Medalla          | Evento           |
| 1948               | Londres (Reino Unido)  | Medalla de oro   | K4 1000 m        |
| 1950               | Copenhague (Dinamarca) | Medalla de oro   | K2 10 000 m      |
| 1950               | Copenhague (Dinamarca) | Medalla de plata | K4 1000 m        |